# Bundesgymnasium und Bundesrealgymnasium Hollabrunn

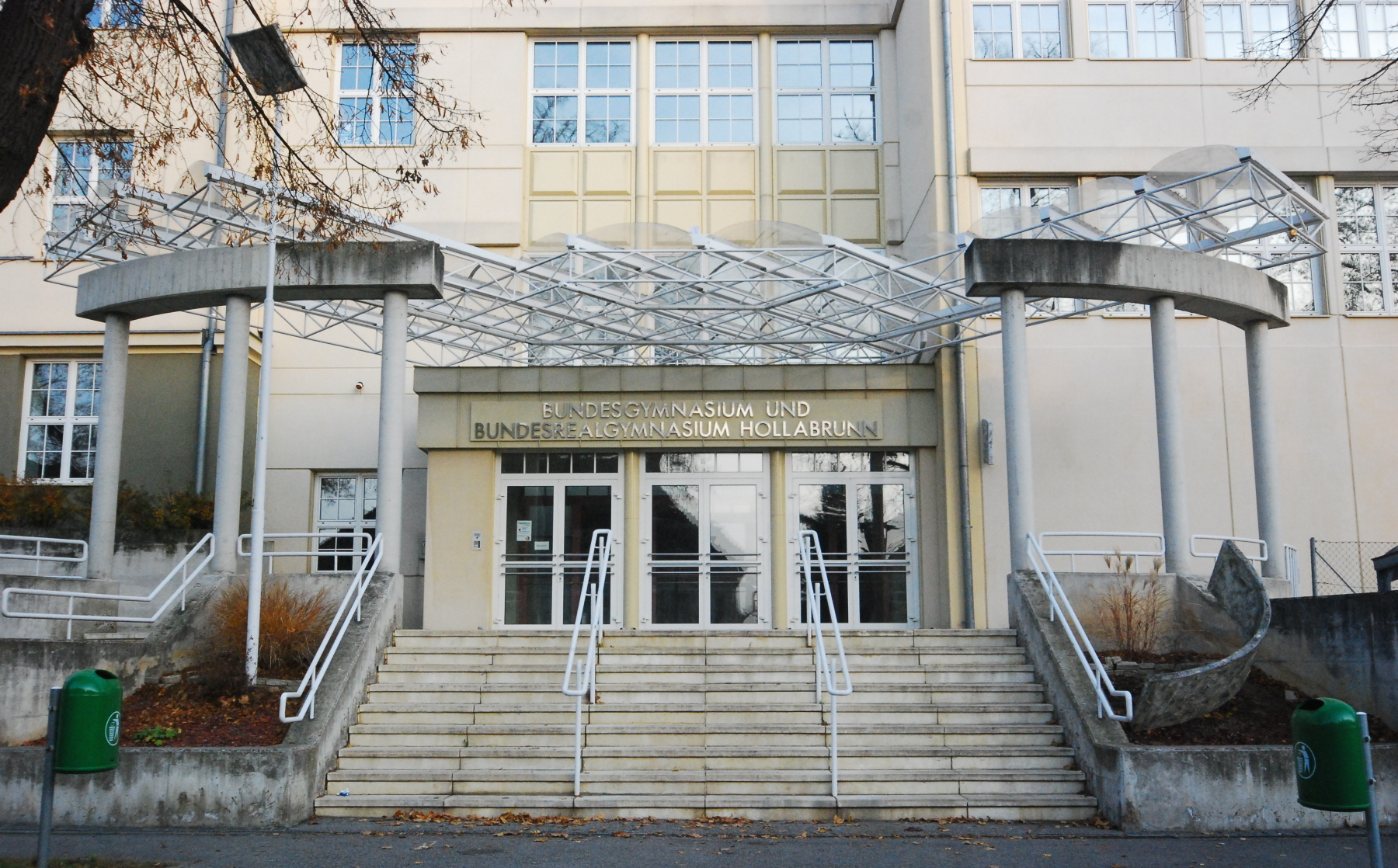
Haupteingang des BG und BRG Hollabrunn

Das Bundesgymnasium und Bundesrealgymnasium Hollabrunn ist eine allgemeinbildende höhere Schule (AHS) in der Stadt Hollabrunn in Niederösterreich. Das Schulgebäude steht unter Denkmalschutz.

## Geschichte
Am 2. Oktober 1865 wurde die Schule als vierklassiges Realgymnasium gegründet. Schulerhalter war zunächst die Gemeinde Oberhollabrunn (heute Hollabrunn). Am 20. September 1870 erfolgte die Umwandlung in ein achtklassiges Real- und Obergymnasium und eine Übernahme in die Staatsverwaltung. Da die Schülerzahlen hinter den Erwartungen zurückblieben, wurde die Schule ab 1877 wieder ein vierklassiges Realgymnasium. Weil die Schülerzahl bis auf 41 sank, bemühte sich die Gemeinde ab 1875 bei Kardinal Joseph Othmar von Rauscher und seinem Nachfolger Johann Rudolf Kutschker um eine Verlegung des 1856 gegründeten Fürsterzbischöflichen Knabenseminars von Wien nach Oberhollabrunn. 1880 stimmten die Erzdiözese Wien der Errichtung eines Seminars in Oberhollabrunn zu und durch kaiserlichen Beschluss wurde die Umwandlung der Schule in ein achtklassiges Real- und Obergymnasium genehmigt. Dadurch stieg die Schülerzahl im Schuljahr 1881/82 schlagartig auf 229 Schüler, von denen 173 Seminaristen waren. Bereits 1883 erfolgte die Umwandlung in ein achtklassiges humanistisches Gymnasium.
Da Engelbert Dollfuß von 1904 bis 1913 das Hollabrunner Gymnasium besucht hatte, wurde die Schule ab 1934 „Dollfußgymnasium“ genannt. 1936 wurde das bisher von der Stadtgemeinde geführte Mädchenrealgymnasium aufgelassen und dem Bundesgymnasium als Realgymnasium eingegliedert. In diesem Schuljahr stieg die Schülerzahl auf 557, von denen 97 Mädchen waren. Nach dem Anschluss Österreichs an das Deutsche Reich im Jahr 1938 wurde die Bezeichnung „Dollfußgymnasium“ wieder rückgängig gemacht. Wegen der Auflösung des Knabenseminars durch die Nationalsozialisten sank die Schülerzahl auf 346 ab. Bis 1945 wurde das Gymnasium als „Staatliche Oberschule für Jungen“ geführt.
Nach dem Ende des Zweiten Weltkriegs konnte mit einem humanistischen Gymnasium neu begonnen werden, ab 1960 wurde zusätzlich ein Realgymnasium mit Darstellender Geometrie geführt.
Ab 1963 wurden ein humanistischer, neusprachlicher und realistischer Zweig des Gymnasiums angeboten.
Derzeit ist die Schule in ein Gymnasium und ein Realgymnasium untergliedert. In der Oberstufe kann die sogenannte „Europaklasse“ mit den Fremdsprachen Englisch, Französisch, Italienisch (bis 2004/05), Spanisch (seit 2005/06) und Latein gewählt werden. Übrigens werden seit 2004/05 die neuen Oberstufenrealklassen als Notebookklassen geführt.
Etwa 700 Schülerinnen und Schüler besuchen die Schule.
Derzeitiger Direktor ist Christian Berger.

## Absolventen
- Wilfried Datler (* 1957), österreichischer Erziehungswissenschaftler und Hochschullehrer
- Engelbert Dollfuß (1892–1934), Politiker
- Udo Fischer (* 1952), Benediktinerpater
- Philipp Fleischmann (* 1985), Schauspieler und Regisseur
- Hans Hermann Groër (1919–2003), Kardinal, Erzbischof der Erzdiözese Wien
- Rudolf Henz (1897–1987), Schriftsteller
- Johannes Huber (* 1946), a. o. Univ. Prof. für Endokrinologie
- Franz Jachym (1910–1984), Weihbischof der Erzdiözese Wien
- Jakob Franz Alexander Kern (1897–1924), Prämonstratenser, Katholischer Seliger
- Florian Kuntner (1933–1994), Weihbischof der Erzdiözese Wien
- Stephan László (1913–1995), Bischof der Diözese Eisenstadt
- Hubert Nowak (* 19. August 1954 in Hollabrunn, Niederösterreich) ORF-Landesdirektor Salzburg
- Columban Luser (* 9. November 1955 in Seitzersdorf-Wolfpassing, Niederösterreich) Abt des Stiftes Göttweig
- Michael Pfliegler (1891–1972), Professor für Moral- und Pastoraltheologie und geistiger Führer der katholischen Jugendbewegung Neuland
- Hermes Phettberg (1952–2024), Schauspieler und Autor
- Dominik Wlazny alias Marco Pogo (* 1986), Musiker, Arzt, Politiker und Gründer der Bierpartei Österreich
- Josef Pröll (* 1968), ehem. Bundesminister für Land- und Forstwirtschaft, Umwelt und Wasserwirtschaft, Finanzminister und Vizekanzler
- Thomas-Michael Radda (* 1951), Augenarzt
- Karl Rühringer (* 1940), ehem. Bischofsvikar der Erzdiözese Wien
- Ferdinand Schirnböck (1859–1930), akademischer Maler und Kupferstecher
- Joseph Schoiswohl (1901–1991), Bischof der Diözese Graz-Seckau
- Helmut Schüller (* 1952), ehemaliger Direktor der Caritas, Pfarrer von Probstdorf, Niederösterreich, Mitbegründer der Pfarrerinitiative
- Raimund Weissensteiner (1905–1997), Priester und Komponist
- Alexander Wilfinger, Universitätsprofessor (Universität Graz)[5]
- Georg Wilfinger (* 1949), Abt des Stiftes Melk